# NHK Hall (Tokyo)
Pour les articles homonymes, voir NHK Hall.
Résidence

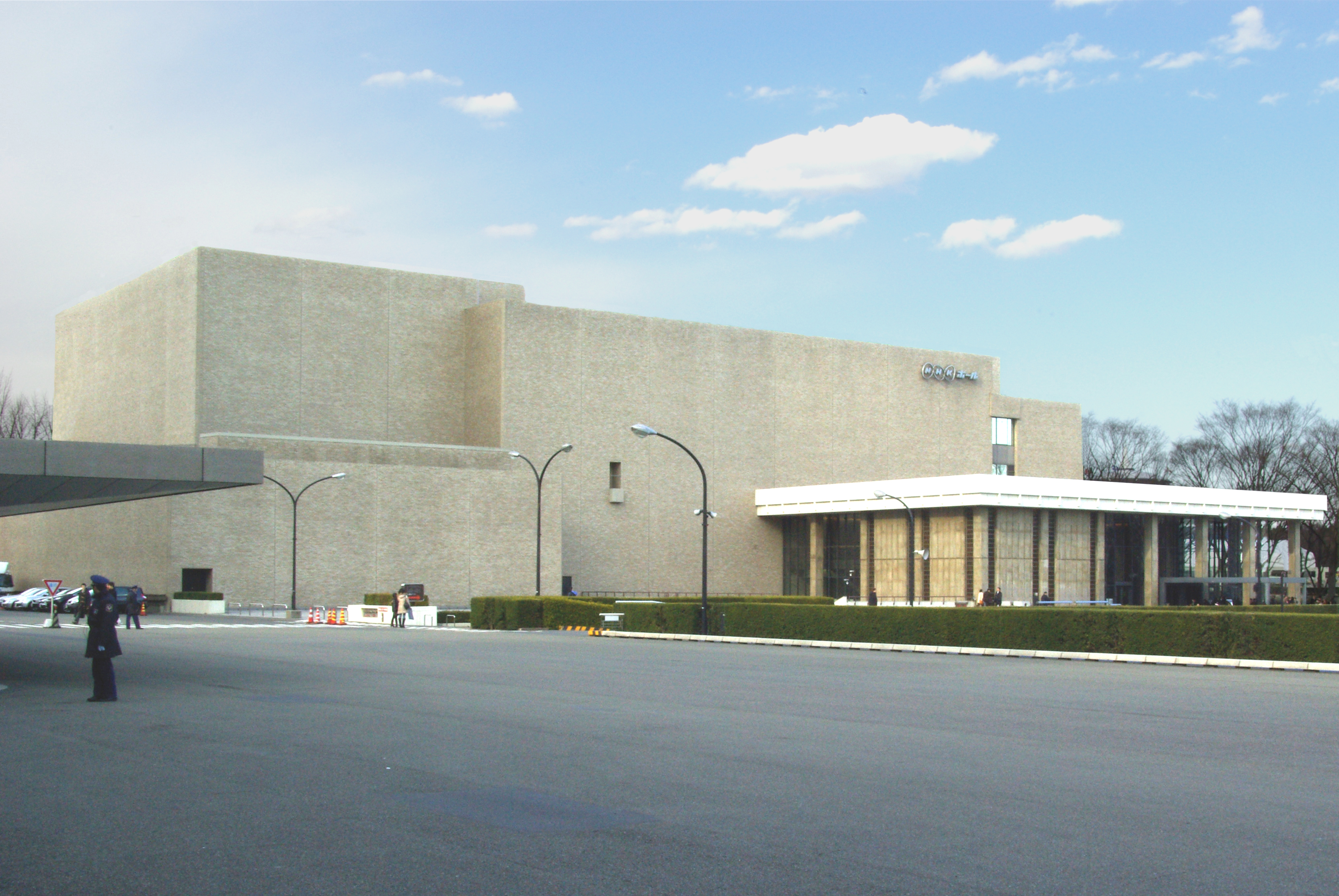
NHK Hall de Tokyo

Le NHK Hall de Tokyo est une salle de concert située au NHK Broadcasting Center, siège principal du radio-diffuseur public japonais NHK. Le hall est le lieu de résidence principal de l'Orchestre symphonique de la NHK, mais il a déjà accueilli d'autres évènements tels que le Japan Music Awards de 1979 et le Kōhaku Uta Gassen annuel spécial de la NHK.
Le NHK Hall original ouvre ses portes en 1955 dans le district d'Uchisaiwai-cho à Tokyo. Plusieurs programmes sont diffusés en direct de la salle, comme Song Plaza et Personal Secrets. Le 30 juin 1973, un nouveau NHK Hall de 3 800 places ouvre ses portes dans l'arrondissement de Shibuya à Tokyo sur le site du nouveau siège de la NHK, le NHK Broadcasting Center.
L'environnement acoustique de la salle est conçu par Nagata Minoru, devenu plus tard Nagata Acoustics tandis que la TOA Corp. (en) fournit l'équipement sonore du hall.